# Jumping (KARAのアルバム)
Jumping（ジャンピン）は、韓国の女性5人組の歌手グループ、KARAの4枚目のミニアルバム。

## 概要
- 2010年11月10日、4thミニアルバム『Jumping』のデジタル音源の発売が開始された。11月20日、『Jumping』のCDがリリースされた。12月10日、KBS MUSIC BANKで、12月12日、SBS 人気歌謡でも1位を獲得。「Jumping」の日本語版と韓国語版の振付では変更された箇所が少しある。サビの変更についてメンバーであるニコルは、前者をジャンピンダンス、後者をスキージャンプと呼んでいる。
- KARAの韓国語版アルバムのうちで唯一、収録曲すべてに日本語バージョンがあり、そのすべてが『Jumping』発売と同月の2010年11月24日に日本で発売された日本語版アルバム『ガールズトーク』に収録されている（このうち「With」の日本語版でのタイトルは「スウィートデイズ」である）。

## 収録曲
1. Love Is
2. Jumping
3. Burn
4. Binks
5. With
6. Jumping（Inst.）

## 音楽番組チャート1位記録
| 日付           | 番組名         | 曲名    | ポイント |
| -------------- | -------------- | ------- | -------- |
| 2010年12月10日 | KBS MUSIC BANK | Jumping | 9070     |
| 2010年12月12日 | SBS 人気歌謡   | Jumping | -        |